# Dimbo församling
Dimbo församling var en församling i Skara stift och i Tidaholms kommun. Församlingen uppgick 1992 i Dimbo-Ottravads församling.

## Administrativ historik
Församlingen har medeltida ursprung. Omkring 1550 införlivades Dvärstorps församling
Församlingen var till 1 maj 1925 moderförsamling i pastoratet Dimbo och Ottravad som till omkring 1550 även omfattade den då upphörda Dvärstorps församling. Från 1 maj 1925 till 1962 moderförsamling i pastoratet Dimbo, Ottravad, Hångsdala, Skörstorp och Östra Gerum. Från 1962 till 1992 annexförsamling i pastoratet Varv, Kungslena, Hömb, Dimbo och Ottravad. Församlingen uppgick 1992 i Dimbo-Ottravads församling.

## Organister
| Period    | Namn          | Levnadstid | Övrigt   |
| --------- | ------------- | ---------- | -------- |
| 1856–1890 | Joel Blomnell | 1825–1903  | Organist |

## Kyrkor
- Dimbo-Ottravads kyrka